# جيليزنوغورسك-إيليمسكي
جيليزنوغورسك-إيليمسكي (بالروسية: Железногорск-Илимский) هي إحدى مدن روسيا في الكيان الفدرالي الروسي إركوتسك أوبلاست.